# Tia (figlia di Deucalione)
Nella mitologia greca, Tia (in greco antico Θυία Thýia) era una delle figlie di Deucalione e Pirra. Fu amata da Zeus e divenne con lui madre di Magnete e di Macedone, eponimi rispettivamente delle regioni della Magnesia e della Macedonia. 
Il suo mito è raccontato nel Catalogo delle donne di Esiodo, e ripreso da Stefano di Bisanzio.
Tia non va confusa con la titanide Teia, a volte identificata come Tia.